# Carla Baratta
Carla Baratta Sarcinelli (sinh ngày 9 tháng 7 năm 1990) là một nữ diễn viên, người mẫu và nghệ sĩ người Venezuela. Cô được biết đến nhiều nhất vì là ngôi sao của loạt phim kỹ thuật số "Bleep", được phát sóng bởi công ty điện thoại di động Digitel GSM. Từ khi còn trẻ, cô đã học diễn xuất trên sân khấu ở những nơi như Estudio 7 Alfredo Aparermo ở San Cristobal-Venezuela, Học viện Điện ảnh New York và Tập thể mới ở Los Angeles, cũng như Phòng tập diễn viên ở Caracas.
Năm 2017, The Hollywood Reporter đưa tin rằng cô đã được chọn vào vai phụ của Sons of Anarchy, MC người Maya, với vai Adelita.

## Sự nghiệp

### Rạp hát
| Năm       | Tựa đề              | Đạo diễn         |
| --------- | ------------------- | ---------------- |
| 2004-2007 | Experimental        | Alfredo Aparermo |
| 2015-2016 | El Pie de la Virgen | Orlando Arocha   |

### Phim ảnh
| Năm  | Tựa đề               | Đạo diễn           |
| ---- | -------------------- | ------------------ |
| 2015 | La Empanada Perfecta | Edggianni Figueroa |

### Truyền hình và Web Series
| Năm  | Tựa đề        | Đạo diễn                      |
| ---- | ------------- | ----------------------------- |
| 2014 | Bíp           | Carlos Beltran                |
| 2015 | Robot Robot   | Robot Robot                   |
| 2015 | Escandalos    | Tony Rodriguez                |
| 2015 | Sol           | Venevisión                    |
| 2016 | Prueba de Fe  | Cesar Manzano                 |
| 2017 | MC người Maya | Kurt Sutter và Norberto Barba |

### Video âm nhạc
| Năm  | Tựa đề             | Nhạc sĩ / Ban nhạc             |
| ---- | ------------------ | ------------------------------ |
| 2011 | Solo Te Llamo      | Statika                        |
| 2012 | Ven                | Jose_Rojo                      |
| 2014 | Baila              | Daniel Huen                    |
| 2015 | La Buena Fortuna   | Mirella                        |
| 2016 | Bà Tu Amor         | Ronald Borjas                  |
| 2016 | Jamás              | Reinaldo Droz                  |
| 2016 | Andas En Mi Cabeza | Chino y Nacho ft. Daddy Yankee |